# Обыкновенный крестовик

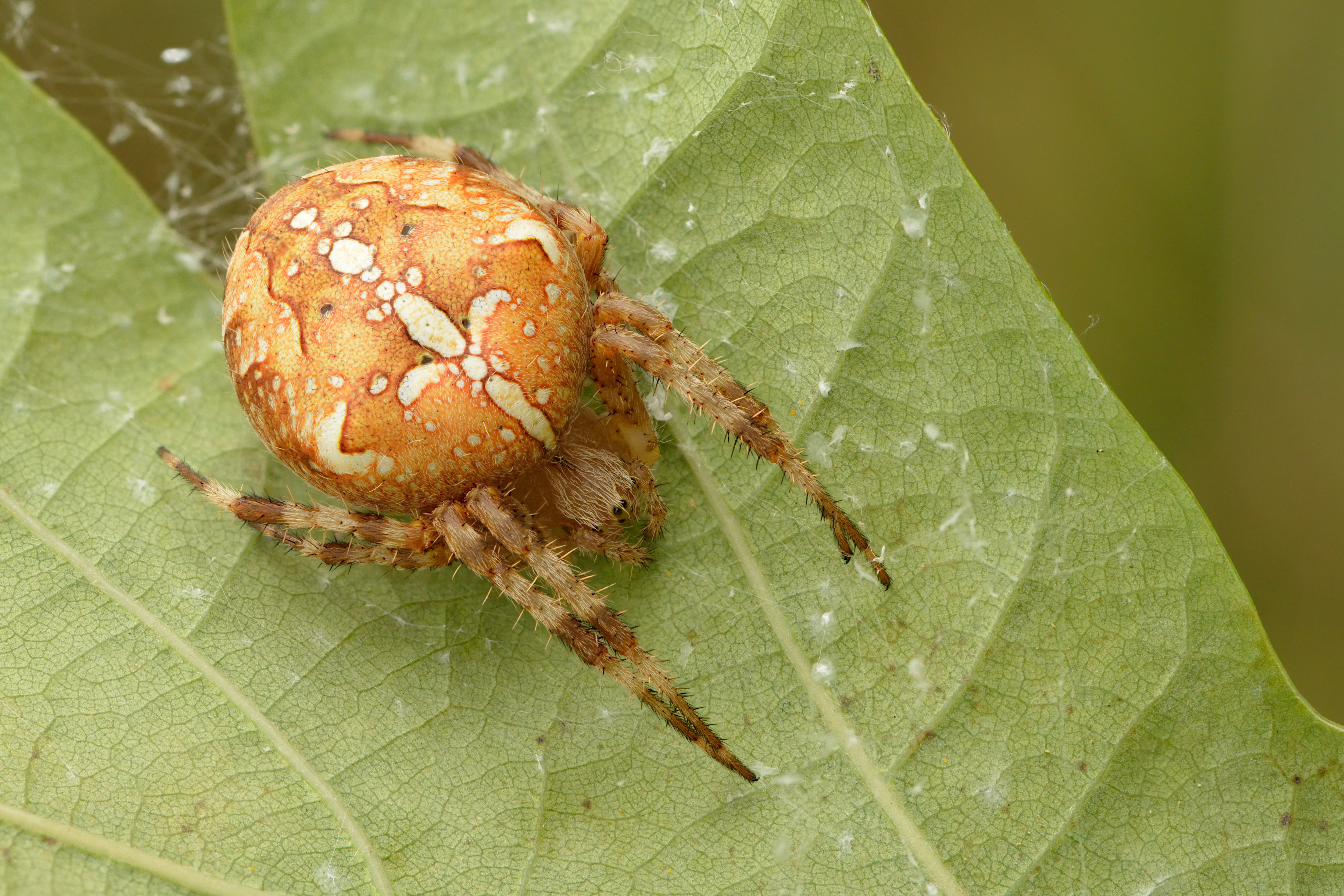
Самка

Обыкновенный крестовик (лат. Araneus diadematus) — вид аранеоморфных пауков из семейства пауков-кругопрядов.

## Описание
Длина тела самок составляет 20—25 мм, самцов — 10—11 мм. Брюшко самцов узкое. Окрас тела варьируется в зависимости от окружающего освещения. На спинной поверхности брюшка у паука рисунок в виде креста. Тело покрыто слоем воскообразного вещества, которое предотвращает испарение воды. Головогрудь покрыта толстым и прочным головогрудным щитом, в передней части которого расположены восемь простых глаз.

## Распространение
Вид распространён по всей Европе и в некоторых регионах Северной Америки. Он обитает в сосновых и елово-буковых лесах, на верховых болотах, опушках леса и в живых изгородях, реже на лугах, пашнях и в садах.
Часто встречается в частных домах небольших городов (затемнённые углы двора)

## Питание
Пауки питаются всеми насекомыми, которых они могут поймать в свои сети, такими как осы, шмели, пчёлы, мухи и бабочки. Пойманную в сеть добычу паук кусает и обматывает нитями паутины, после чего переваривает с помощью пищеварительных ферментов. Когда паук сыт, он только опутывает свою добычу паутиной и оставляет её висеть на сети про запас.

## Строительство паутины
Паук ловит добычу с помощью паутины. Прядильный аппарат пауков состоит из внешних образований — паутинных бородавок, и из внутренних органов — паутинных желез. Три пары паутинных бородавок расположены у заднего конца брюшка. Каждая такая бородавка пронизана на конце сотней мелких отверстий. Из каждого отверстия следует капелька клейкой жидкости, которая при движении паука вытягивается в тончайшую нить. Эти ниточки сливаются в одну и быстро сгущаются на воздухе. В результате образуется тонкая, но прочная нить. Такая клейкая жидкость выделяется многочисленными паутинными железами, расположенными в задней части брюшка. Протоки открываются на их паутинных бородавках.
Чтобы создать свою ловчую сеть, паук сначала прикрепляет нить в нескольких удобных местах, образуя рамку для сети в виде неправильного многоугольника. Затем передвигается до середины верхней нити и, спускаясь оттуда вниз, проводит прочную вертикальную нить. Далее с середины этой нити, как из центра, паук проводит нити в стороны в виде спиц колеса. Это основа всей паутинной сети. Затем паук начинает с центра проводить круговые нити, прикрепляя их к каждой радиальной нити каплей клея. Посередине сети, где потом сидит сам паук, круговые нити сухие. Остальные нити покрыты капельками очень клейкой жидкости и поэтому всегда клейки. В одной сети бывает более 100 000 таких капелек-узелков. К ним прилипают крыльями и лапками насекомые, налетевшие на сеть. Сам паук или висит головой вниз в центре паутины сети, или прячется в стороне под листом. В этом случае он тянет к себе из центра паутины прочную сигнальную нить.

## Размножение
В августе у представителей вида начинается период размножения. При этом крупные самки часто поедают самцов. Самцы прикрепляют к сети самки сигнальную нить и дёргают за неё. Самка узнает самца по этим движениям. Когда она готова к спариванию, она покидает середину сети и приближается к самцу. Спаривание продолжается всего несколько секунд и часто неоднократно повторяется. Осенью самка откладывает яйца в желтоватые коконы из особенно спрядённых нитей и погибает. Яйца зимуют в коконе, паучата появляются в апреле—мае. Они снова зимуют и только в следующем году становятся половозрелыми.

## Токсичность
Укус обыкновенного крестовика сравним с комариным укусом и с медицинской точки зрения является незначительным.